# 세종특별자치시의 향토문화유산
세종특별자치시의 향토문화유산은 향토문화 계승·발전에 기여함을 목적으로 「문화재보호법」, 「세종특별자치시 문화재 보호 조례」에 따라 지정되지 않은 것으로 향토의 역사적·예술적·학술적 가치가 큰 다음 각 호의 것을 말한다.
1. "향토유형문화유산"은 건조물, 전적, 서적, 회화, 공예품, 성곽, 명승지, 동·식물 자생지, 민속자료, 고고학적 자료 등 유형의 문화적 소산으로서 향토문화유산 보존에 필요한 것
2. "향토무형문화유산"은 연극, 음악, 무용, 공예기술, 민간신앙 등 사회적의식, 음식 등 무형의 문화적 소산으로서 향토문화유산 보존에 필요한 것

## 지정 내역
| 번호        | 그림 | 명칭                                                      | 소재지                                   | 소유자 (관리자)                 | 지정·해제일자        | 비고 |
| ----------- | ---- | --------------------------------------------------------- | ---------------------------------------- | ------------------------------- | -------------------- | ---- |
| 1호         |      | 밀양박씨 오충 정려 (密陽朴氏 五忠 旌閭)                   | 세종 연동면 예양리 20-4                  |                                 | 2014년 9월 30일 지정 |      |
| 2호         |      | 충신 홍직 정려 (忠臣 洪稙 旌閭)                           | 세종 전의면 서정리 산85-2                |                                 | 2014년 9월 30일 지정 |      |
| 3호         |      | 효자 최회 정려 (孝子 崔澮 旌閭)                           | 세종 조치원읍 봉산리 138-1               |                                 | 2014년 9월 30일 지정 |      |
| 4호         |      | 효자 김백열 정려 (孝子 金百悅 旌閭)                       | 세종 연동면 내판2리 532                  |                                 | 2014년 9월 30일 지정 |      |
| 5호         |      | 효자 임양문 정려 (孝子 林養文 旌閭)                       | 세종 용호동 427-2                        |                                 | 2014년 9월 30일 지정 |      |
| 6호         |      | 효자 민후건 정려 (孝子 閔後騫 旌閭)                       | 세종 연서면 월하리 887                   |                                 | 2014년 9월 30일 지정 |      |
| 7호         |      | 효자 김연 정려 (孝子 金璉 旌閭)                           | 세종 연서면 청라리 317                   |                                 | 2014년 9월 30일 지정 |      |
| 8호         |      | 효자 김종철 정려 (孝子 金宗喆 旌閭)                       | 세종 연서면 쌍류리 산85                  |                                 | 2014년 9월 30일 지정 |      |
| 9호         |      | 충신 김한정 정려 (孝子 金漢鼎 旌閭)                       | 세종 연서면 쌍류리 102-2                 |                                 | 2014년 9월 30일 지정 |      |
| 10호        |      | 효자 성이복 정려 (孝子 成爾復 旌閭)                       | 세종 연서면 와촌리 산93-1                |                                 | 2014년 9월 30일 지정 |      |
| 11호        |      | 전주이씨 삼효 정려 (全州李氏 三孝 旌閭)                   | 세종 장군면 금암리 174-22                |                                 | 2014년 9월 30일 지정 |      |
| 12호        |      | 부안임씨 쌍효 정려 (扶安林氏 雙孝 旌閭)                   | 세종 전동면 미곡리산 21-16               |                                 | 2014년 9월 30일 지정 |      |
| 13호        |      | 효자 임명즙 정려 (孝子 林命楫 旌閭)                       | 세종 세종동                              |                                 | 2014년 9월 30일 지정 |      |
| 14호        |      | 효자 임수준 정려 (孝子 林秀俊 旌閭)                       | 세종 세종동 664-194                      |                                 | 2014년 9월 30일 지정 |      |
| 15호        |      | 효자 강협 정려 (孝子 康協 旌閭)                           | 세종 금남면 발산리 82-2                  |                                 | 2014년 9월 30일 지정 |      |
| 16호        |      | 안동김씨 쌍효 정려 (安東金氏 雙孝 旌閭)                   | 세종 전의면 양곡리 286                   |                                 | 2014년 9월 30일 지정 |      |
| 17호        |      | 효자 박이명 정려 (孝子 朴履命 旌閭)                       | 세종 전의면 달전리 산119-3               |                                 | 2014년 9월 30일 지정 |      |
| 18호        |      | 진주정씨 사효 정려 (晉州鄭氏 四孝 旌閭)                   | 세종 전의면 영당리 102-4                 |                                 | 2014년 9월 30일 지정 |      |
| 19호        |      | 효자 김충열 정려 (孝子 金忠烈 旌閭)                       | 세종 소정면 고등리 506                   |                                 | 2014년 9월 30일 지정 |      |
| 20호        |      | 열녀 전주이씨 정려 (烈女 全州李氏 旌閭)                   | 세종 조치원읍 봉산리 산54-8              |                                 | 2014년 9월 30일 지정 |      |
| 21호        |      | 열녀 언양김씨 정려 (烈女 彦陽金氏 旌閭)                   | 세종 연동면 송용리 99-3                  |                                 | 2014년 9월 30일 지정 |      |
| 22호        |      | 열녀 광산김씨 정려 (烈女 光山金氏 旌閭)                   | 세종 연동면 응암리 산45-1                |                                 | 2014년 9월 30일 지정 |      |
| 23호        |      | 열녀 한양조씨 정려 (烈女 漢陽趙氏 旌閭)                   | 세종 연동면 노송리 292-2                 |                                 | 2014년 9월 30일 지정 |      |
| 24호        |      | 열녀 밀양손씨 창녕성씨 정려 (烈女 密陽孫氏 昌寧成氏 旌閭) | 세종 연동면 내판리 271-1, 상리마을       |                                 | 2014년 9월 30일 지정 |      |
| 25호        |      | 열녀 경주최씨 정려 (烈女 慶州崔氏 旌閭)                   | 세종 연서면 봉암리 229-1                 |                                 | 2014년 9월 30일 지정 |      |
| 26호        |      | 열녀 부안임씨 정려 (烈女 扶安林氏 旌閭)                   | 세종 연서면 와촌리 1215-1                |                                 | 2014년 9월 30일 지정 |      |
| 27호        |      | 열녀 의성김씨 정려 (烈女 義城金氏 旌閭)                   | 세종 연서면 부동리 213-5, 오룡동마을     |                                 | 2014년 9월 30일 지정 |      |
| 28호        |      | 열녀 창녕성씨 결성장씨 정려 (烈女 昌寧成氏 結城張氏 旌閭) | 세종 장군면 담양초등학교 (해체보관)      |                                 | 2014년 9월 30일 지정 |      |
| 29호        |      | 김해김씨 열녀문 (金海金氏 烈女門)                         | LH 해체보관중                            |                                 | 2014년 9월 30일 지정 |      |
| 30호        |      | 열녀 남양홍씨 정려 (烈女 南陽洪氏 旌閭)                   | 세종 전의면 양곡리 284-1                 |                                 | 2014년 9월 30일 지정 |      |
| 31호        |      | 양주조씨 삼효 정려 (楊州趙氏 三孝 旌閭)                   | 세종 전의면 원성리 50                    |                                 | 2014년 9월 30일 지정 |      |
| 32호        |      | 열녀 나주나씨 정려 (烈女 羅州羅氏 旌閭)                   | 세종 전동면 보덕리 133-3                 |                                 | 2014년 9월 30일 지정 |      |
| 33호        |      | 열녀 기계유씨 정려 (烈女 杞溪兪氏 旌閭)                   | 세종 전동면 석곡리 산25-6                |                                 | 2014년 9월 30일 지정 |      |
| 34호        |      | 변응정 사당 (邊應井 祠堂)                                 | 세종 전동면 청람리 201-1                 |                                 | 2014년 9월 30일 지정 |      |
| 35호        |      | 숭모각 (崇慕閣)                                           | 세종 연기면 세종리 88-4                  |                                 | 2014년 9월 30일 지정 |      |
| 36호        |      | 병산사 (屛山祠)                                           | 세종 금남면 달전리 351                   |                                 | 2014년 9월 30일 지정 |      |
| 37호        |      | 문목사 (文穆祠)                                           | 세종 전의면 관정리 산55-20               |                                 | 2014년 9월 30일 지정 |      |
| 38호        |      | 충청사                                                    | 세종 전동면 송성리 570-1                 |                                 | 2014년 9월 30일 지정 |      |
| 39호        |      | 육영재 (毓英齋)                                           | 세종 연동면 송용리 7-1                   |                                 | 2014년 9월 30일 지정 |      |
| 40호        |      | 숭덕사(덕성서원) (崇德祠/德星書院)                        | 세종 연기면 세종리 734-19                |                                 | 2014년 9월 30일 지정 |      |
| 41호        |      | 어서각 (御書閣)                                           | 세종 아름동 산68                         |                                 | 2014년 9월 30일 지정 |      |
| 42호        |      | 임씨 가묘 (林氏 家廟)                                     | 세종 나성동 101                          |                                 | 2014년 9월 30일 지정 |      |
| 43호        |      | 봉서재 (鳳棲齋)                                           | 세종 연서면 고복리 224                   |                                 | 2014년 9월 30일 지정 |      |
| 44호        |      | 용호산제 및 관련자료                                      | 세종 용호동 산120                        |                                 | 2014년 9월 30일 지정 |      |
| 45호        |      | 원수산제 및 관련자료                                      | 세종 연기면 양화2리 산1-1번지            |                                 | 2014년 9월 30일 지정 |      |
| 46호        |      | 전의초수 (全義椒水)                                       | 세종 전의면 관정리 147, 148              |                                 | 2014년 9월 30일 지정 |      |
| 47호        |      | 대곡리 장승제                                             | 세종 소정면 대곡리 217                   |                                 | 2014년 9월 30일 지정 |      |
| 48호        |      | 충신 유지걸 정려 (忠臣 柳智傑 旌閭)                       | 세종 장군면 송학리 253-3                 |                                 | 2014년 9월 30일 지정 |      |
| 49호        |      | 효자 이면주 정려 (孝子 李勉疇 旌閭)                       | 세종 장군면 용암리 154-1                 |                                 | 2014년 9월 30일 지정 |      |
| 50호        |      | 국곡리 고인돌 (菊谷里 고인돌)                             | 세종 금남면 국곡리 산10-5                |                                 | 2014년 9월 30일 지정 |      |
| 51호        |      | 국곡리 입석                                               | 세종 금남면 국곡리 94-4, 95-9            |                                 | 2014년 9월 30일 지정 |      |
| 52호        |      | 이덕사 이태연 묘비 (李德泗 李泰淵 墓碑)                   | 세종 장군면 평기리 산42-13               |                                 | 2014년 9월 30일 지정 |      |
| 53호        |      | 류충걸 묘소 및 신도비 (柳忠傑 墓所 및 神道碑)             | 세종 장군면 대교리 산1-1                 |                                 | 2014년 9월 30일 지정 |      |
| 54호        |      | 성산성 (城山城)                                           | 세종 부강면 등곡리 산138                 |                                 | 2014년 9월 30일 지정 |      |
| 55호        |      | 테뫼산성                                                  | 세종 부강면 부강리 499 일원              |                                 | 2014년 9월 30일 지정 |      |
| 56호        |      | 성재산성                                                  | 세종 부강면 행산리 산64 일원             |                                 | 2014년 9월 30일 지정 |      |
| 57호        |      | 복두산성 (幞頭山城)                                       | 세종 부강면 문곡리 산121 외 남이면 일원  |                                 | 2014년 9월 30일 지정 |      |
| 58호        |      | 화봉산성 (華峰山城)                                       | 세종 부강면 노호리 산1, 2 일원           |                                 | 2014년 9월 30일 지정 |      |
| 59호        |      | 노고봉산성과 애기바위산성 (老姑峰山城과 애기바위山城)     | 세종 부강면 등곡리 산47, 산19            |                                 | 2014년 9월 30일 지정 |      |
| 60호        |      | 등곡리 부도 (登谷里 浮屠)                                 | 세종 부강면 등곡리 산20-1                |                                 | 2014년 9월 30일 지정 |      |
| 61호        |      | 이광흥 효자각                                             | 세종 부강면 문곡리 산78                  |                                 | 2014년 9월 30일 지정 |      |
| 62호        |      | 열녀 삼척진씨 정려 (烈女 三陟陳氏 旌閭)                   | 세종 부강면 등곡리 298                   |                                 | 2014년 9월 30일 지정 |      |
| 63호        |      | 열녀 진주정씨 정려 (烈女 晋州鄭氏 旌閭)                   | 세종 부강면 노호리 산113                 |                                 | 2014년 9월 30일 지정 |      |
| 64호        |      | 박산리 작약골 쌍탑제                                      | 세종 금남면 박산리 217, 116-2 상탑, 하탑 | 작약골 쌍탑제 보존회            | 2014년 9월 30일 지정 |      |
| 65호        |      | 윤각장군 묘 (尹慤將軍 墓)                                 | 세종 도담동 260-109                      | 함안윤씨 충민공파 종중 (윤왕재) | 2016년 3월 21일 지정 |      |
| 66호        |      | 주당풀이                                                  | 세종 관내                                | 김향란 (세종 조치원읍 봉산리)   | 2016년 3월 21일 지정 |      |
| 67호        |      | 충경공 류형 신도비 (忠景公 柳珩 神道碑)                   | 세종 장군면 하봉리 산90-3, 충렬사경내    | 충렬사운영위원회                | 2017년 4월 20일 지정 |      |
| 68호        |      | 진주류씨 삼효열 정려                                      | 세종 장군면 하봉리 산90-3, 충렬사경내    | 충렬사운영위원회                | 2017년 4월 20일 지정 |      |
| 69호 (무형) |      | 지게장인                                                  | 세종 관내                                | 조태식 (세종 조치원읍 명리)     | 2019년 2월 11일 지정 |      |

## 참고 문헌
- 세종특별자치시 홈페이지 - 일반공고/고시